# Hiparc (càrrec)
Hiparc (en llatí Hipparchus, en grec antic ἵππαρχος) era un grau militar de l'antiga Grècia.
L'hiparc era un oficial de la cavalleria. Dirigia el que s'anomenava una hiparquia, que era una unitat formada per cinc-cents homes a cavall. Quan es reunien dues hiparquies, el comandant conjunt s'anomenava Epiparc (Epihipparchus).
A Atenes el càrrec s'elegia anualment per votació de la bulé, i estava directament subordinat a l'estrateg o general, segons diu Aristòtil. Encara que en termes militars la cavalleria era secundària, des d'un punt de vista social el servei en aquest cos era molt ben considerat i tenia un gran prestigi, ja que era considerat un signe de prosperitat i mostrava la disposició bèl·lica de l'interessat. El càrrec donava a l'hiparc l'oportunitat de mostrar la seva riquesa en públic i de demostrar la seva capacitat d'organització militar.
Xenofont va escriure un llibre titulat Hipàrquic o el cap de la cavalleria, referit a un hiparc determinat del que no en diu el nom, i al que dona consells i instruccions, i, segons el mateix auor es complementava amb el seu tractat Hípica, o sobre l'equitació. Es devia publicar cap a l'any 360 aC.